# 完全なるチェックメイト
『完全なるチェックメイト』（かんぜんなるチェックメイト、Pawn Sacrifice）は、2014年のアメリカ合衆国の伝記映画。監督・製作はエドワード・ズウィック、脚本はスティーヴン・ナイト、製作・主演はトビー・マグワイア、共演はリーヴ・シュレイバー、マイケル・スタールバーグ、ピーター・サースガードなど。1972年、米ソ両大国の威信を懸けたチェスの世界王者決定戦におけるボビー・フィッシャーの伝説的戦いを描いている。

## ストーリー
冷戦下の1972年にチェス世界王者決定戦がアイスランドのレイキャヴィークで行われた。アメリカ人の挑戦者、ボビー・フィッシャーがソ連の世界チャンピオン、ボリス・スパスキーに挑むという構図であった。そのため、この試合は東西冷戦における代理戦争とみなされた。

## キャスト
※括弧内は日本語吹替
- ボビー・フィッシャー: トビー・マグワイア（福山潤）
  - 青年期: シーマス・デイヴィー＝フィッツパトリック
  - 幼少期: エイデン・ラヴカンプ
- ボリス・スパスキー: リーヴ・シュレイバー（大川透）
- ポール・マーシャル: マイケル・スタールバーグ（田原正治）
- ビル・ロンバーディ（英語版）神父: ピーター・サースガード（板取政明）
- エフィム・ゲラー（英語版）: エドワード・ジノヴィエフ（宮崎敦吉）
- イイヴォ・ネイ: アレクサンドル・ゴルシコフ
- ジョーン・フィッシャー（英語版）: リリー・レーブ（仲村かおり） - ボビーの姉
  - 幼少期: ソフィー・ネリッセ
- レジーナ・フィッシャー: ロビン・ワイガート（伊沢磨紀） - ボビーの母
- ドナ: エヴリーヌ・ブロシュ（英語版）（珠木のぞみ）
- カーマイン・ナイグロ（英語版）: コンラッド・プラ（英語版）
- イワノヴィッチ: ビタリー・マカロフ
- ローター・シュミット: ブレット・ワトソン
- ボビー・フィッシャー: 本人（記録映像にて出演）（宮崎敦吉）

## 製作
本作の原題「Pawn Sacrifice」は「ヘンリー・キッシンジャーとリチャード・ニクソンにとって、ボビー・フィッシャーはポーンのような手駒の一つに過ぎなかった。レオニード・ブレジネフとKGBにとってのボリス・スパスキーも、同じような存在だった。つまり、2つの大国にとって、チェスプレイヤーは相手に取られてもいいポーンのような存在でしかなかった。」という意味が込められている。
本作の主要撮影は2013年10月に実際に対局が行われたレイキャヴィークで始まった。10月中旬には、カナダのモントリオールに移って撮影は続けられた。同年12月11日のロサンゼルスでの撮影をもって、本作の撮影は終了した。

## 公開
2014年9月11日、本作は第39回トロント国際映画祭で初めて上映された。その前日には、ブリーカー・ストリート・メディアが本作の北米配給権を獲得していた。当初、本作の北米公開日は2015年9月18日だったが、同年9月16日に前倒しされた。

## 評価
本作は批評家から好意的に評価されている。映画批評集積サイトのRotten Tomatoesには119件のレビューがあり、批評家支持率は71%、平均点は10点満点で6.4点となっている。サイト側による批評家の意見の要約は「トビー・マグワイアの繊細な演技のおかげで、『完全なるチェックメイト』はボビー・フィッシャーに着想を得た映画群に「感動できるドラマ映画」として加わることになった。」となっている。また、Metacriticには29件のレビューがあり、加重平均値は65/100となっている。